# 洞雲寺 (飯能市)
洞雲寺（とううんじ）は、埼玉県飯能市にある曹洞宗の寺院。

## 歴史
1582年（天正10年）、加藤景直の開基である。景直は甲斐国（現・山梨県）の戦国大名武田氏の家臣であり、この年に武田氏は滅亡した。そういう経緯から、落武者となった景直が当地に定着し、寺を創建したものと推測される。

## 交通アクセス
- 路線バス浅海戸停留所より徒歩2分。